# Бегінки і бегарди
Бегінки — жіноча релігійна громада. Виникла близько 1170 року в Брабанті, поширилася Нідерландами та в окремих, переважно прирейнських, німецьких містах. Чоловічий аналог бегінок називався бегардами.
Для жінок, які мали статок або володіли ремеслом бути бегінкою означало мати «середній» шлях між мирським та чернечим життям. У часи постійних війн та хрестових походів жінки залишались вдовами, або втрачали своїх наречених і через цей рух могли реалізувати себе, зберігаючи самостійність і право на власність, в той же час, допомагаючи суспільству. Бегінки могли брати шлюб, виходити з громад, не давати чернечих обітниць. Вели півчернецьке життя в бегінажах (гуртожитках), але могли жити й окремо. Жінки, які належали до цього руху завоювали прихильність простих людей своєю допомогою бідним та хворим, але їхні містичні переживання та засудження багатства, поведінки чоловічого духовенства та намагання проповідувати, часто відхиляючись від канонів, на основі свого містичного досвіду, викликали спротив церкви.
У 1215 році на Четвертому Латеранському соборі було видано заборону на заснування нових чернечих громад, але бегінки отримали усне схвалення від Папи в 1216 році. Рух процвітав у ХІІІ столітті, хоча німецькі єпископи боролися з цією течією і врешті-решт вплинули на папу Климента V, який засудив бегінок. В 1311 році на В'єннському соборі католицька церква засудила цей рух як єретичний, в основному через захоплення містицизмом та сумнівним тлумаченням Святого письма. У цей час  бегінок переслідувала інквізиція, деякі з них були засуджені і навіть страчені. Бегінки були заборонені у Німеччині, в інших країнах реформовані. Відродження руху відбулося у XVI–XVII століттях, після чого він поступово згас. Остання бегінка ймовірно померла у Бельгії у 2013 році.
Деякі з бегінок стали черницями і засновницями монастирів, також серед них були жінки, відомі своїми екстатичними видіннями та містичним досвідом, серед них є канонізовані церквою святі.

## Відомі представниці
- Мехтільда Маґдебурзька, свята
- Луїтгарда з Віттхену, свята
- Христина з Штоммельну, свята
- Колета Бойє, свята